# سامي بيرد
سامي بيرد (بالإنجليزية: Sammy Baird)‏ (13 مايو 1930 في المملكة المتحدة - 21 أبريل 2010 في المملكة المتحدة) هو مدرب كرة قدم ولاعب كرة قدم بريطاني في مركز مهاجم داخلي، شارك في كأس العالم 1958. وشارك مع منتخب اسكتلندا لكرة القدم. أما مع النوادي، فقد لعب مع بريستون نورث إيند ونادي رينجرز ونادي هيبرنيان ونادي كلايد ونادي ستيرلينغ ألبيون ونادي لانارك الثالث ورابطة كرة القدم الاسكتلندية الحادية عشر ‏.

## مسيرته الكروية
لعب سامي بيرد خلال مسيرته الاحترافية مع 6 أندية في خمسة عشر موسمًا وسجل خلالها 68 هدفًا ضمن 275 مباراة. حيث فاز في موسم واحد بالكأس وفي ثلاثة مواسم بالدوري.
خاض سامي بيرد مسيرته مع نادي كلايد في موسم 1949–50 ليلعب معه خمسة مواسم، مشاركًا في 64 مباراة سجل خلالها 19 هدفًا. ثم انتقل إلى نادي بريستون نورث إيند في موسم 1954–55 لمدة موسم واحد، حيث شارك في 15 مباراة سجل خلالها هدفين. لينتقل بعدها إلى نادي رينجرز في موسم 1955–56 ليلعب معه خمسة مواسم، مشاركًا في 121 مباراة سجل خلالها 39 هدفًا. ثم انتقل إلى نادي هيبرنيان في موسم 1960–61 ولمدة موسمين، مشاركًا في 39 مباراة سجل خلالها 5 أهداف. هذا وانتقل لاحقًا إلى نادي لانارك الثالث في موسم 1962–63 لمدة موسم واحد، مشاركًا في 24 مباراة سجل خلالها هدفين. ثم انتقل بعدها إلى نادي ستيرلينغ ألبيون في موسم 1963–64 لمدة موسم واحد، مشاركًا في 12 مباراة سجل خلالها هدفًا واحدًا.

## وصلات خارجية
- سامي بيرد على موقع الاتحاد الدولي (مؤرشف)  (الإنجليزية)
- سامي بيرد على موقع الاتحاد الإسكتلندي (الإنجليزية)
- سامي بيرد على موقع قاعدة بيانات كرة القدم.إي يو (الإنجليزية)
- سامي بيرد على موقع بيانات كرة القدم. دي إي (الألمانية)
- سامي بيرد على موقع ناشيونال فوتبول تيمز (الإنجليزية)
- سامي بيرد على موقع Soccerbase.com (لاعب) (الإنجليزية)